# Cilunculus australiensis
Cilunculus australiensis är en havsspindelart som beskrevs av Clark, W.C. 1963. Cilunculus australiensis ingår i släktet Cilunculus och familjen Ammotheidae. Inga underarter finns listade i Catalogue of Life.